# Tachina inflexicornis
Tachina inflexicornis là một loài ruồi trong họ Tachinidae.